# Richilde Provansalska
Richilde Provansalska (francuski Richilde de Provence) (o. 845. – 2. lipnja 910.) bila je „kraljica Francuske” — kraljica Zapadne Franačke, regentica i carica, konkubina i druga supruga kralja Karla II. Ćelavog.
Richildein je otac bio grof Bivin. Richilde se udala za Karla nakon smrti njegove žene Ermentrude Orleanske 870. godine. Imali su nekoliko djece. Njihovo je najpoznatije dijete kći, Rotilda.
Kad god bi joj muž bio izvan zemlje, ona bi vladala u njegovo ime. Svog brata Bosa pokušala je učiniti kraljem, ali je optužena za incest.
Poslije je prigrabila nešto moći, ali je umrla u Provansi 910. godine.
| Prethodnik:          | Kraljica Zapadne Franačke | Nasljednik:      |
| Ermentruda Orleanska | Kraljica Zapadne Franačke | Adelajda Pariška |